# Alain Kizamba
Alain Kizamba est un footballeur international congolais qui évoluait au poste de gardien de but .

## Biographie
Alain Kizamba joue notamment en faveur du DC Motema Pembe et du Benfica Luanda.
Kizamba atteint avec l'équipe de Benfica la finale de la Coupe d'Angola en 2007.
Il reçoit une seule et unique sélection en équipe de République démocratique du Congo, le 1er juin 2007, contre l'Éthiopie. Ce match perdu 1-0 rentre dans le cadre des éliminatoires de la Coupe d'Afrique des nations 2008.

## Palmarès
Benfica Luanda
- Coupe d'Angola :
  - Finaliste : 2007.

 DC Motema Pembe
- Championnat de République démocratique du Congo (2) :
  - Champion : 2004 et 2005
- Coupe de république démocratique du Congo (2) :
  - Vainqueur : 2003 et 2006